# Préhistoire de l'Iran
La préhistoire de l'Iran, et plus largement du plateau Iranien, incluant des franges de l'Afghanistan et l'Asie centrale, couvre les périodes du Paléolithique, Épipaléolithique, Néolithique, Chalcolithique et l'âge du Bronze ancien. 
Elle débute avec l'arrivée des premiers humains, arrivée non documentée dans la région et non datable ; 
Puis, elle s'achève, par convention, avec l'apparition et la diffusion de l'écriture. Ce phénomène est très hétérogène en Iran. En effet, il varie, selon les régions, entre la fin du IVe millénaire av. J.-C. et le milieu du Ier millénaire av. J.-C..

## Paléolithique

### Paléolithique inférieur
Le Paléolithique inférieur est très mal connu en Iran. Pendant longtemps aucun biface, outil caractéristique de l'Acheuléen, n'avait été mis au jour sur des sites iraniens ayant un contexte stratigraphique établi. Il n'y a pas non plus de restes organiques qui permettent des datations absolues de cette époque. Cependant, la fouille du site de Ganj Par, au sud-ouest de la Caspienne, a exhumé 140 outils en pierre datables du Paléolithique inférieur (gros racloirs, bifaces, hachereaux, gros éclats) parce qu'ils ressemblent à ceux des sites de l'Acheuléen ancien et moyen d'Asie occidentale. Shiwatoo dans l'Azerbaïdjan occidental a également livré de l'industrie lithique du Paléolithique inférieur. Dans le Zagros méridional le site de Baba Guri est le seul à avoir fourni du matériel attribuable à la même période. D'autres trouvailles isolées d'objets semblables à ceux du Paléolithique inférieur sont documentées, mais leur datation est très approximative. Étant donné que des sites datant d'il y a 800 000 ans sont connus en Asie centrale, on peut estimer qu'il doit s'en trouver à la même période en Iran.

### Paléolithique moyen
Le Paléolithique moyen est avant tout connu en Iran par le Moustérien du Zagros, connu aussi par quelques sites irakiens, en premier lieu la fameuse grotte de Shanidar, où ont été mis au jour des squelettes de Néandertaliens. La période est repérée ailleurs par l'industrie lithique de la période, caractérisée notamment par la méthode Levallois de débitage. Là encore la chronologie est très imprécise : une datation radiocarbone de la grotte de Kunji donne 40 000 AP, mais quant à savoir quand commence et finit cette phase, cela reste indéterminé. Pour mémoire, le Moustérien du Levant dure d'environ 200 000 à 40 000 AP. Dans le Zagros il pourrait durer jusqu'en 30 000. 
Il est connu par plusieurs sites en Iran, identifiés lors de prospections anciennes, dans la vallée de Khorramabad et celle de Kermanshah près de Bisotun et la plaine de Hulailan (qui concernent plus largement tout le Paléolithique). Il s'agit de sites de grottes, d'abris ou de plein air. Des sites comme Ghar-e Khar et Warwasi dans la vallée de Kermanshah et Kunji, Ghamari et Gar Arjeneh dans la vallée de Khorramabad ont été fouillés dans les années 1950-1960, puis plus récemment le site de Mar Tarik a fait l'objet de fouilles, présentant un matériel lithique du Moustérien du Zagros. 
Le site d'abri de Bawa Yawan (Kermanshah) a livré une dent d'Homme de Néandertal datée d'environ 43 600-41 500 AP. Des sites de la période sont aussi connus dans le sud du Zagros.
Les recherches récentes ont cependant indiqué que le Moustérien iranien était plus étendu qu'envisagé par le passé, et pas limité au Zagros ou à ses abords. Au nord, de l'industrie lithique moustérienne a été trouvée dans la grotte de Kalayan dans le nord-est de l'Elbourz, et des prospections conduites dans l'Elbrouz central ont également trouvé des objets de la période, mais moins élaborés. D'autres sites ont été identifiés dans la région de Takht-e Suleiman, notamment Chakhmaq Li, site d'affleurement de chert, et aussi celle de Kashan (Qaleh Gusheh). Mirak, en bordure nord du désert central iranien, est un vaste site de plein air, avec une industrie lithique proche de celle du Moustérien du Zagros, peut-être plus tardif. De l'outillage Levallois a aussi été repéré dans la région du détroit d'Ormuz.

### Paléolithique supérieur
La transition du Paléolithique moyen au Paléolithique supérieur est mal connue en Iran. Elle est documentée dans la grotte de Kaldar au nord de la vallée de Khorammabad. 
Le Zagros occidental est une nouvelle fois la région la mieux connue, la seule où a été identifiée une culture pour cette période, le Baradostien, défini par Ralph et Rose Solecki, d'après les Monts Baradost où se situe la grotte de Shanidar (dans le Kurdistan irakien) qu'ils ont fouillé. Il s'agit selon certains d'une variante locale de l'Aurignacien, donc un « Aurignacien du Zagros », remontant peut-être jusqu'à 40 000 AP. L'industrie lithique est majoritairement constituée de lames : pointes allongées, lames et lamelles à dos, aussi des grattoirs, burins. Dans la plaine de Khorramabad, elle est connue par les fouilles des abris de Gar Arjeneh et Pa Sangar et la grotte de Yafteh. Dans la vallée de Kermanshah, la grotte de Warwasi a également livré un niveau de cette période, et d'autres ont été repérés dans la plaine de Hulailan. Il a aussi été proposé de caractériser le matériel mis au jour dans le Zagros méridional à Eshkaft-e Ghad-e Barm-e Shur comme du Baradostien (plutôt tardif car il y a des similitudes avec le Zarzien). Des outillages similaires mais présentant des différences ont été repérés sur des sites du Fars (grotte d'Eshkaft-e Gavi, où a aussi été retrouvée une molaire humaine). Les recherches dans la région du Dasht-e Rostam-Basht, comme la grotte de Ghar-e Boof (v. 40 000 AP) ont aussi permis l'identification de sites du Paléolithique supérieur, avec une industrie lithique spécifique dominée par les lamelles, dites « Rostamiennes ». 
Au nord de l'Iran entre Elbourz et Caspienne, le site de Garm Roud date d'environ 35 000 AP ; l'industrie lithique présente certes des similitudes avec le Baradostien mais en l'absence d'une meilleure connaissance de la période dans cette région elle ne peut pas être plus précisément caractérisée. Un niveau d'occupation du Paléolithique inférieur a également été repéré à Mirak en bordure du désert central.

### Épipaléolithique
La fin du Paléolithique est définie dans le Zagros occidental comme un Épipaléolithique, avec un complexe nommé Zarzien après les travaux de Dorothy Garrod dans la grotte de Zarzi (Irak actuel). S'il va en gros de 18 000 à 10 000 AP, il est surtout connu pour sa période finale, par des sites d'abris (Warwasi), de grottes (Zarzi, Shanidar, Palegawra) ou de plein air (Zawi Chemi Shanidar), ce qui fait que la période reste mal connue, jusqu'à son extension exacte. Des prospections effectuées dans les plaines du Marv Dasht et d'Arsanjan dans le Fars ont ainsi identifié un matériel apparenté au Zarzien, et y indiquent une occupation plutôt dense, avec des camps de base autour desquels se trouvent des sites satellites, surtout des grottes. Cette phase est marquée par une industrie lithique de petite taille, microlithique, composée notamment de petites lames de forme géométrique. Pour la fin de la période l'habitat est fait de huttes circulaires, mais il n'y a sans doute pas encore de sédentarité. La subsistance repose sur la chasse de la chèvre et du mouton sauvages, du daim et de l'onagre, en revanche il n'y a pas de trouvailles permettant de déterminer les végétaux consommés, mais on suppose une cueillette de l'orge sauvage, de fruits, en particulier ceux à coque,. 
La dernière phase de type Zarzien, parfois désignée comme un « post-Zarzien » ou un « proto-néolithique » à Shanidar, durant la période de refroidissement appelée Dryas récent, semble voir un mode de vie moins mobile s'installer dans le Zagros, comme en témoignent les sites de Shanidar (pour cette époque un cimetière) et Zawi Chemi Shanidar, et d'après ce que semblent indiquer les prospection du Zagros méridional. L'habitat se concentre plus dans les zones basses pour faire face au climat plus froid et la subsistance semble s'orienter plus vers les plantes.

## Néolithique

### Néolithique acéramique
Les monts Zagros à l'ouest de l'Iran sont considérés comme ayant été un centre primaire pour la domestication d'un certain nombre d'espèces végétales et animales, dont l'orge, éventuellement le blé amidonnier, plusieurs espèces de légumineuses), et plus particulièrement les chèvres. La région fournit en effet, certaines des premières preuves archéologiques de la gestion et de l'élevage des chèvres (Capra hircus) vers 8200 av. J.-C. après la fin du ralentissement climatique du Dryas récent. Les traces de domestication se trouvent notamment à Ganj Dareh, Tepe Abdul Hosein, Chogha Golan. Un autre élément caractéristique de la néolithisation, l'essor de la sédentarité, avec une architecture pérenne, se repère également sur ces mêmes sites. Mais le mode de vie reste en bonne partie marqué par la chasse et la mobilité.
Dans la seconde moitié du VIIIe millénaire av. J.-C., le mode de vie néolithique par à la conquête du plateau Iranien : il se répand vers le sud du Zagros (Ali Kosh (fa) dans la plaine de Deh Luran, Chogha Bonut en Susiane), à l'est dans le Fars et le Kerman (Tepe Rahmatabad et Tell-e Atashi), et vers l'Elbourz (Tepe Sang-e Chakhmaq).

### Néolithique céramique

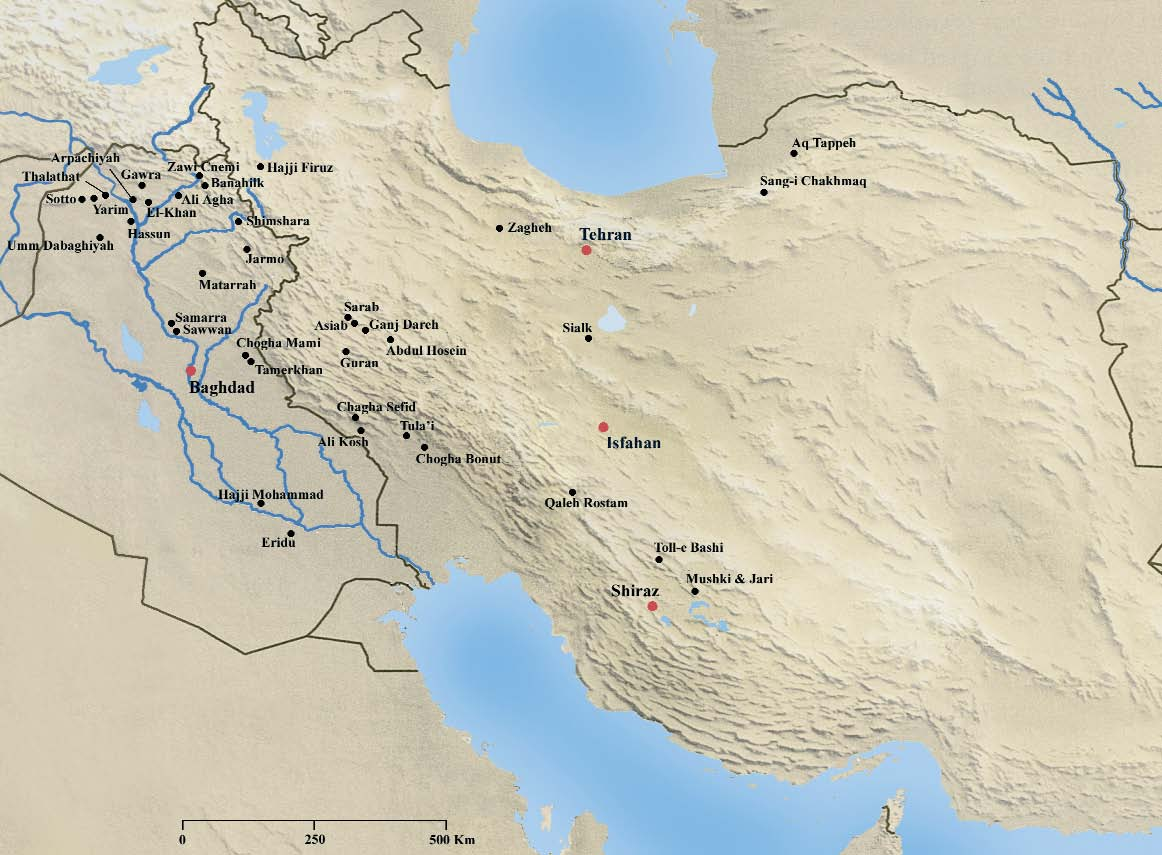
Localisation des principaux sites néolithiques du Zagros et du plateau Iranien.

Dans le Zagros, après une phase d'abandon des sites qui marque le début du VIIe millénaire av. J.-C., un nouveau type de peuplement se met en place dans le Zagros. Quelques sites attestent de la transition entre Néolithiques acéramique et céramique : Ganj Dareh, Tepe Abdul Hosein, Tepe Guran (fa) dans les hautes vallées, Chogha Bonut et Chogha Golan dans les régions basses. D'autres sont nouveaux : Jarmo dans la vallée de Chemchemal (Irak), Sarab et Siahbid dans le Mahidasht, puis Chogha Mish en Susiane. L'expansion du mode de vie néolithique est encore plus marquée au VIe millénaire av. J.-C. avec l'apparition de nombreux sites dans les différentes régions déjà en partie néolithisées, comme le Fars et le Kerman (Tal-e Mushki, Tal-e Jari puis Tepe Yahya) et aussi dans de nouvelles régions comme le lac d'Ourmia (Hajji Firuz), le plateau central (Tepe Sialk Nord), la plaine de Téhéran (Cheshmeh Ali) ; les sites du sud de la Caspienne présentent de leur côté des affinités avec ceux de la culture de Jeitun au Turkménistan, première culture néolithique d'Asie Centrale. Sans surprise au regard de l'extension géographique, les types de céramiques du Néolithique final iranien sont très divers tout en présentant une base commune (« soft-ware horizon »). L'économie néolithique est présente partout, avec les céréales et légumineuses, l'élevage de la chèvre et du mouton surtout, mais la chasse reste importante en certains endroits (gazelle, hémione et aurochs en Susiane),.